# 최경선
최경선(崔景善, 1853년 ~ 1895년)은 조선 말기 동학농민운동가다.
본명은 영창(永昌). 자는 경선(卿宣). 경선은 경선(敬善·慶善)이라고도 쓴다.

## 활동
동학 접주로 전봉준·손화중·김개남·김덕명 등과 교유하면서 조선왕조의 체제변혁을 꾀했다.
1893년 11월 동학 접주들이 중심이 되어 고부에서 농민봉기를 계획할 때 전봉준·손여옥 등과 함께 사발통문에 서명했다.
1894년 1월 고부민란 때 고부군아를 습격하여 장악하는 등 크게 활약했다.
그해 3월 중순 무장에서 전봉준·손화중 등과 함께 기포하고 창의문을 발표하여 농민전쟁을 일으켰다.
농민군이 백산에 집결하여 부대를 조직할 때 대장 전봉준 휘하의 영솔장이 되어 선봉에서 활약했다.
5월 7일 전주 화약이 맺어져 전라도 각 군현에 집강소를 설치하게 되자 전봉준과 함께 장성·담양·순창·옥과·남원·창평·순천 등지를 두루 다니며 집강소 설치를 독려했다.
나주목사 민종렬이 집강소 설치를 거부하자 7월초 농민군을 이끌고 나주의 동학 접주 오권선(吳權善)과 연합하여 나주성을 공격했으나 실패했다.
8월 13일 전봉준이 민종렬과 담판하여 집강소가 설치되자 나주의 집강소를 담당했다.
일본군의 경복궁 쿠데타로 식민지화의 위기가 고조되면서 일단 해산했던 농민군이 다시 봉기하게 되자 전봉준과 함께
정읍·장성·담양 등지를 돌아다니며 조직을 정비하는 한편, 태인에서 농민군을 이끌고 참여했다.
그해 9월 일본군이 해로를 통해 전라도 해안을 공격해온다는 정보를 입수하고 광주에서 방어선을 구축했다.
농민군 주력부대가 우금치전투에서 패하자 이에 합류하기 위해 11월 1일 손화중과 함께 원평·태인으로 북상했다.
태인에서 농민군을 수습하여 11월 23일 나주를 공략했으나 실패했으며, 다시 남평을 공격했으나 역시 패하여 승주로 이동했다.
11월 27일 손화중과 함께 정부군에 의해 점령된 광주를 공격했으나 실패하고 물러나 부대를 해산했다.